# X Cos d'Exèrcit (Bàndol republicà)
El X Cos d'Exèrcit va ser una formació militar pertanyent a l'Exèrcit Popular de la República que va lluitar durant la Guerra Civil Espanyola. Durant la contesa va estar desplegat als fronts d'Aragó, Segre i Catalunya.

## Historial
La unitat va ser creada al juny de 1937, en el si de l'Exèrcit de l'Est. Cobria la línia del front que anava des de la frontera franco-espanyola fins a la serra d'Alcubierre, amb la seva caserna general a Barbastre. Durant els següents mesos algunes de les seves forces van intervenir en les ofensives d'Osca (juny), Saragossa (agost) o Biescas (setembre-octubre), les quals, no obstant això, no van tenir èxit: tant Osca com Jaca van romandre en mans de les forces franquistes.
En la primavera de 1938, durant la campanya d'Aragó, el X Cos d'Exèrcit va tenir un mal acompliment. Des del primer moment les seves forces van retrocedir davant l'embranzida enemiga, particularment la 31a Divisió, la retirada de la qual —que acabaria convertint-se en una desbandada— va deixar desprotegit el flanc sud de la 43a Divisió. Al començament d'abril el X Cos d'Exèrcit, després d'una llarga retirada, mantenia les seves posicions en la línia defensiva del riu Segre. Alguns elements del seu 34a Divisió van intervenir en l'ofensiva de Balaguer, a la fi del mes de maig. Al començament de la campanya de Catalunya el X Cos d'Exèrcit continuava cobrint la línia del Segre. Els seus efectius van oferir resistència a l'assalt franquista, si bé al començament de 1939 la formació es va veure obligada a retirar-se cap a la frontera francesa al costat de la resta de l'Exèrcit de l'Est.

## Comandaments
Comandants
- coronel d'infanteria José González Morales;[6]
- tinent coronel d'infanteria Juan Perea Capulino;
- comandant d'infanteria Miguel Gallo Martínez;[7]
- tinent coronel d'infanteria Rafael Trigueros Sánchez-Rojas;[8]
- major de milícies Gregorio Jover Cortés;[9][10]

Comissaris
- Julián Borderas Pallaruelo, del PSOE;[11]
- Gregorio Villacampa Gracia, de la CNT;
- Juan Manuel Molina Mateo, de la CNT;[12]

Caps d'Estat Major
- coronel d'Estat Major Joaquín Alonso García;
- comandant d'Estat Major Pascual Miñana de la Concepción;[13]
- comandant d'infanteria Magí Doménech Pujol;[n. 2]
- comandant d'infanteria Enrique López Pérez;[9]

## Ordre de Batalla
| Data                   | Exèrcit adscrit  | Divisions integrades | Front de batalla |
| Juny de 1937           | Exèrcit de l'Est | 28a, 29a i 43.ª      | Aragó            |
| 17 de juliol de 1937   | Exèrcit de l'Est | 28a, 43a i 31a       | Aragó            |
| Desembre de 1937       | Exèrcit de l'Est | 43a i 31a            | Aragó            |
| Maig de 1938           | Exèrcit de l'Est | 24a i 34a            | Segre            |
| 3 de setembre de 1938  | Exèrcit de l'Est | 31a i 55a            | Segre            |
| 27 de desembre de 1938 | Exèrcit de l'Est | 32a, 55a i 31a       | Segre            |
| 2 de gener de 1939     | Exèrcit de l'Est | 32a, 34a i 55a       | Segre            |